# Iro (Südsudan)
Iro ist ein 1091 m hoher Berg im Südsudan im Bundesstaat Eastern Equatoria. Er liegt im Südosten des Landes, ca. 110 km südöstlich der Hauptstadt Juba.

## Geographie
Der Berg liegt westlich des Gebirgszuges des Imatong-Gebirges und steht weitgehend frei in der Landschaft. Die nächsten namhaften Berge in der Umgebung sind Alue (Aluz, 1212 m ⊙), Loghobok (Logorobok, 832 m, ⊙), Fogha (1010 m ⊙), Magwe (886 m, ⊙) und Onderi (⊙), Ausläufer der Acholi-Bergkette. Der Iro selbst erreicht eine Höhe von 1091 m.
Südwestlich des Berges verläuft die wichtige Verbindungsstraße über Torit und Magwi zum kenianischen Grenzort Lokichoggio.